# Associazione Calcio Cesena 1942-1943
Questa voce raccoglie le informazioni riguardanti l'Associazione Calcio Cesena nelle competizioni ufficiali della stagione 1942-1943.

## Rosa
| N. |                   | Ruolo | Calciatore           |
| -- | ----------------- | ----- | -------------------- |
|    | Italia (bandiera) | A     | Giulio Becagli       |
|    | Italia (bandiera) | A     | Sergio Bisotti       |
|    | Italia (bandiera) | A     | Adler Bonci          |
|    | Italia (bandiera) | C     | Iro Bonci            |
|    | Italia (bandiera) | C     | Galeazzo Cammillotti |
|    | Italia (bandiera) | C     | Antonio Caracciolo   |
|    | Italia (bandiera) | C     | A. Castagnoli        |
|    | Italia (bandiera) | A     | D. Danesi            |
|    | Italia (bandiera) | P     | E. Fabbri            |
|    | Italia (bandiera) | C     | R. Lambertini        |
|    | Italia (bandiera) | D     | Renato Lucchi        |

| N. |                   | Ruolo | Calciatore         |
| -- | ----------------- | ----- | ------------------ |
|    | Italia (bandiera) | A     | Giuseppe Margarita |
|    | Italia (bandiera) | D     | Giuseppe Minguzzi  |
|    | Italia (bandiera) | C     | Florio Omissoni    |
|    | Italia (bandiera) | D     | Arnaldo Pantani    |
|    | Italia (bandiera) | A     | M. Pantani         |
|    | Italia (bandiera) | C     | Giuseppe Pasolini  |
|    | Italia (bandiera) | D     | Vittorio Pineroli  |
|    | Italia (bandiera) | A     | Piero Ricci        |
|    | Italia (bandiera) | P     | Carlo Rognoni      |
|    | Italia (bandiera) | A     | Ezio Zanelli       |
|    | Italia (bandiera) | D     | A. Zanoli          |